# 미 코라손 에스 투요
《미 코라손 에스 투요》(스페인어: Mi corazón es tuyo)는 2014년 방영된 멕시코의 텔레노벨라이다. 지난 스페인의 텔레비전 드라마 《아나 이 로스 시에테》을 원작으로 한 작품이다.